# Sân vận động Johan Cruyff
Sân vận động Johan Cruyff (tiếng Catalunya: Estadi Johan Cruyff; tiếng Tây Ban Nha: Estadio Johan Cruyff) là một sân vận động bóng đá được quản lý bởi FC Barcelona ở Sant Joan Despí, tỉnh Barcelona, Catalonia, Tây Ban Nha, nằm ở Ciutat Esportiva Joan Gamper, trung tâm đào tạo và học viện trẻ của câu lạc bộ, cách Camp Nou khoảng 7 km. Sân vận động là sân nhà của FC Barcelona Atlètic, đội nữ và Juvenil A (đội U19 A). Sân được đặt tên để tưởng nhớ cầu thủ vĩ đại người Hà Lan Johan Cruyff đã qua đời vào tháng 3 năm 2016.
Đây là sân vận động Hạng 3 của UEFA và có sức chứa 6.000 chỗ ngồi. Là một phần của dự án Espai Barça, sân vận động này là sự thay thế cho Mini Estadi, một sân vận động trước Camp Nou và đã bị phá bỏ vào năm 2020, và khu đất của Mini Estadi sẽ được sử dụng để xây dựng Nou Palau Blaugrana.

## Lịch sử
Estadi Johan Cruyff bắt đầu mặt bằng vào ngày 14 tháng 9 năm 2019 và hoàn thành vào mùa hè năm 2017. Sân vận động này được khánh thành vào ngày 27 tháng 2019 năm 19, với trận giao hữu giữa đội U19 của Barcelona và Ajax. Trận đấu kết thúc với tỷ số 0–2 mà Ajax là đội chiến thắng. FC Barcelona đã bày tỏ lòng kính trọng đối với Cruyff bằng cách lắp đặt tượng đài của ông tại Camp Nou vào ngày 26 tháng 8 năm 2019,1 ngày trước khi sân vận động chính thức mở cửa cho công chúng.